# 도인
도인(導引)은 도교의 수행법 중의 하나이다. 도인은 신체를 굴신(屈伸)하거나 마찰하거나 하여 혈액의 순환을 좋게 하는 안마 · 체조라고도 불리는 건강법으로서 조식(調息)과 병용하는데, 탁한 기(氣)를 체외로 배출하고 원기(元氣)를 체내에 저장하는 수행법을 뜻한다.
도인(導引)은 지금의 안마법(按摩法)과 비슷하여 마사지나 지압(指壓)도 이에 원류를 둔 것이지만 양생술(養生術：不老體 육성의 肉體純化法)에서 말하는 도인법은 그 범위가 매우 넓다. 여기에는 몸의 각 부분을 도인하는 방법 외에도 병을 퇴치하는 각병좌공법(却病座功法)이 있으며, 이완법(弛緩法)으로 심신의 긴장을 풀면 자율신경실조증(自律神經失調症)을 비롯하여 고혈압 · 암 · 심장병 · 천식 · 갑상선 종양 등 긴장으로 인하여 생기는 모든 병이 퇴치됨은 물론 균정제법(均整齊法)도 아울러 수행하면 만병이 퇴치되는 것이라 한다.

## 같이 보기
- 연단술
- 기공 (대체 의학)
- 도가
- 우당산
- 장삼풍

## 참고 문헌
- 이 문서에는 다음커뮤니케이션(현 카카오)에서 GFDL 또는 CC-SA 라이선스로 배포한 글로벌 세계대백과사전의 〈종교·철학 > 한국의 종교 > 한국의 도교 > 한국도교의 의식·수행 > 도인〉 항목을 기초로 작성된 글이 포함되어 있습니다.
- 이 문서에는 다음커뮤니케이션(현 카카오)에서 GFDL 또는 CC-SA 라이선스로 배포한 글로벌 세계대백과사전의 〈종교·철학 > 세계의 종교 > 도교 > 도교 > 수행법·의례 > 도인〉 항목을 기초로 작성된 글이 포함되어 있습니다.